# Calamacris clendoni
Calamacris clendoni is een rechtvleugelig insect uit de familie Pyrgomorphidae. De wetenschappelijke naam van deze soort is voor het eerst geldig gepubliceerd in 1904 door Rehn.